# Мантас Калнијетис
Мантас Калнијетис (литв. Mantas Kalnietis; Каунас, 6. септембар 1986) је литвански кошаркаш. Игра на позицији бека, а тренутно наступа за Жалгирис. 

## Каријера
Калнијетис је каријеру започео у Жалгирису за који је играо до 2012. године када је прешао у Локомотиву Кубањ. Са Жалгирисом има четири освојене титуле шампиона Литваније, а исто толико пута је освојио и Куп и Балтичку лигу. Са Локомотивом је провео три сезоне и освојио Еврокуп у сезони 2012/13.
Као члан репрезентације Литваније освојио је бронзу на Светском првенству 2010. у Турској, док је 2013. и 2015. са националним тимом освојио две сребрне медаље на Европским првенствима.

## Успеси

### Клупски
- Жалгирис:
  - Првенство Литваније (4): 2006/07, 2007/08, 2010/11, 2011/12.
  - Куп Литваније (4): 2007, 2008, 2011, 2012.
  - Балтичка лига (4): 2007/08, 2009/10, 2010/11, 2011/12.

- Локомотива Кубањ:
  - Еврокуп (1): 2012/13.

- Олимпија Милано:
  - Првенство Италије (2): 2015/16, 2017/18.
  - Куп Италије (2): 2016, 2017.
  - Суперкуп Италије (2): 2016, 2017.

- Асвел:
  - Првенство Француске (1): 2018/19.
  - Куп Француске (1): 2019.

### Појединачни
- Идеални тим Еврокупа — друга постава (1): 2020/21.
- Најкориснији играч ВТБ јунајтед лиге (1): 2020/21.
- Најкориснији играч финала Балтичке лиге (1): 2011/12.

### Репрезентативни
- Европско првенство до 20 година:  2005.
- Светско првенство:  2010.
- Европско првенство:  2013.
- Европско првенство:  2015.